# Víctor Benítez
Víctor Morales Benítez (ur. 20 października 1935 w Limie, zm. 11 lipca 2022) – peruwiański piłkarz grający na pozycji defensywnego pomocnika lub środkowego obrońcy. Nosił przydomek „El Conejo”.

## Kariera klubowa
Benítez wychował się w klubie Alianza Lima. Już w wieku 15 lat zadebiutował w pierwszym zespole w lidze peruwiańskiej zmieniając legendę i kapitana klubu Guillermo Delgado. W 1952 roku osiągnął swój pierwszy sukces, kiedy to wywalczył mistrzostwo Peru. Szybko stał się czołowym zawodnikiem w kraju na swojej pozycji i w latach 1954 i 1955 po raz drugi i trzeci zostawał mistrzem kraju. W 1959 roku trafił do Argentyny, do jednego z czołowych zespołów na kontynencie, Club Atlético Boca Juniors z miasta Buenos Aires. Raz w 1962 roku zdobył mistrzostwo Argentyny.
Latem 1962 Benítez wyjechał do Europy i trafił na Półwysep Apeniński. Jego pierwszym klubem został A.C. Milan. W Serie A zadebiutował 13 stycznia 1963 w wygranym 2:0 spotkaniu z US Palermo. W 1963 roku był członkiem kadry, która wywalczyła Puchar Mistrzów (w wygranym 2:0 finale z Benfiką Lizbona wystąpił przez pełne 90 minut). W sezonie 1963/1964 Victor występował w Messinie, ale już rok później znów występował w Milanie i w 1965 roku został wicemistrzem Włoch. W sezonie 1965/1966 grał w AS Roma, w 1966/1967 w SSC Venezia, a w 1967/1968 w Interze Mediolan. Karierę kończył w Romie w 1970 roku.

## Kariera reprezentacyjna
W reprezentacji Peru Benítez wystąpił w 11 spotkaniach i zdobył 1 gola.